# Volkswagen Jetta (1984)
La Volkswagen Jetta A2 o Jetta II è un'autovettura prodotta dalla casa automobilistica tedesca Volkswagen dal 1984 al 1991.
Si tratta della seconda generazione della omonima berlina a due volumi.

## Profilo e descrizione
La seconda versione della Jetta, la A2, venne presentata in Europa nel 1984 e negli USA l'anno successivo. Come la A1, era offerta sia con carrozzeria a due che a quattro porte. Ne venne realizzata anche una versione coupé, una dotata di motore diesel e una in allestimento Wolfsburg Edition.
Anche in questo caso la vettura deriva dalla contemporanea versione della Golf a due volumi. A meno di lievi differenze come i fari rettangolari e gli allestimenti più curati nella Jetta, le due vetture sono analoghe fino al montante C. Completamente ridisegnata, invece, la parte posteriore con una coda che ospita un ampio baule, di dimensioni più generose non solo rispetto alla versione a due volumi, ma anche alla generazione precedente della Jetta, raggiungendo quota 660 litri. Rispetto alla precedente versione variano anche le dimensioni: la lunghezza totale è aumentata di 100 mm, il passo è cresciuto di 66 mm e la larghezza è aumentata di 53 mm.
Numerosa l’offerta di varianti di equipaggiamento disponibili: in Italia la vettura viene offerta principalmente nei due allestimenti intermedi CL e GL (all’esterno sono disponibili anche una versione più spartana, denominata C, e la versione Carat, più lussuosa). Vi sono poi gli allestimenti GT e GTI, riservati alle versioni più sportive.
Rispetto alla Golf a due volumi sono analoghi anche i motori, che derivano strettamente da quelli della precedente generazione, al debutto la Jetta può essere equipaggiata con un 1.3 oppure un 1.6 a benzina. L'anno successivo verrà reso disponibile anche un’unita 1.8 in due livelli di potenza: 87 CV e 110 CV. Quest'ultimo era riservato alla versione GT, parallela alla Golf GTI,  e caratterizzata da una dotazione specifica con sospensioni ribassate, freni maggiorati e dettagli specifici, come un innovativo computer di bordo. Per quanto riguarda i motori diesel, invece, rimane il 1.6 nelle versioni da 54 CV (aspirato) o 69 CV (turbodiesel).
Tra il 1986 e il 1987 viene introdotto il catalizzatore per tutti i motori, ma in opzione: in questa configurazione essi sono caratterizzati da una potenza leggermente inferiore. Nel 1987 viene inoltre introdotta la versione a trazione integrale Syncro, disponibile solo con il motore 1.8 a benzina. La variante a trazione integrale aveva un baule leggermente inferiore per capacità, ma con l’opzione del divano posteriore ribaltabile.
Alla fine del 1987 si ha poi un primo leggero restyling della vettura. Rispetto al modello precedente le modifiche principali consistevano nell'eliminazione dei deflettori dai finestrini anteriori e nell’ingrandimento delle fasce paraurti in plastica nelle portiere; vi sono poi interventi di minor rilievo come un nuovo disegno della mascherina anteriore e degli specchietti retrovisori, il riposizionamento dei badge identificativi e vari dettagli interni rivisti.
Nel 1988 il motore 1.8 viene affiancato da una variante a 16V con doppio albero a camme in testa e 136 CV che equipaggia la versione GTI.

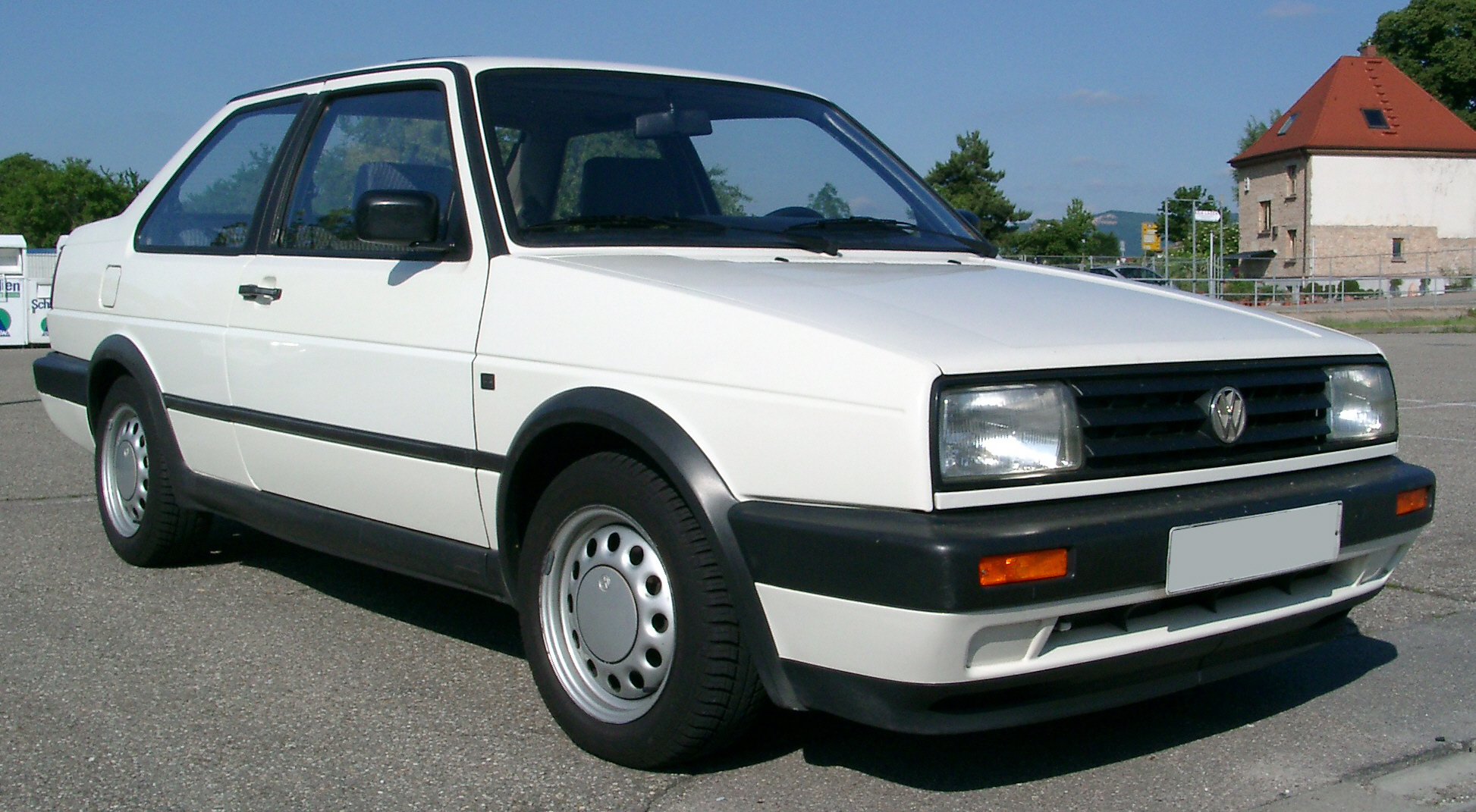
Una Volkswagen Jetta A2 2 Porte restyling

Nel 1989 si ha un secondo e più profondo restyling della Jetta, in contemporanea a quello adottato sulla Golf: come in quest'ultima, vengono introdotti paraurti più grandi con grembialature in tinta con la carrozzeria e minigonne sui fianchi. A causa dei nuovi paraurti, la Jetta cresce in lunghezza di 70 mm. Con l’occasione viene anche rivista la gamma dei motori diesel: la versione aspirata viene dotata di catalizzatore e grazie ad alcuni accorgimenti meccanici guadagna 6 CV raggiungendo così i 60 CV; la versione turbo invece guadagna l’intercooler e può così erogare 80 CV.
La produzione nei mercati Europei termina nel 1992, quando debutta la Vento. Tuttavia, la produzione continua nei mercati esteri come quello cinese.

### Altre versioni

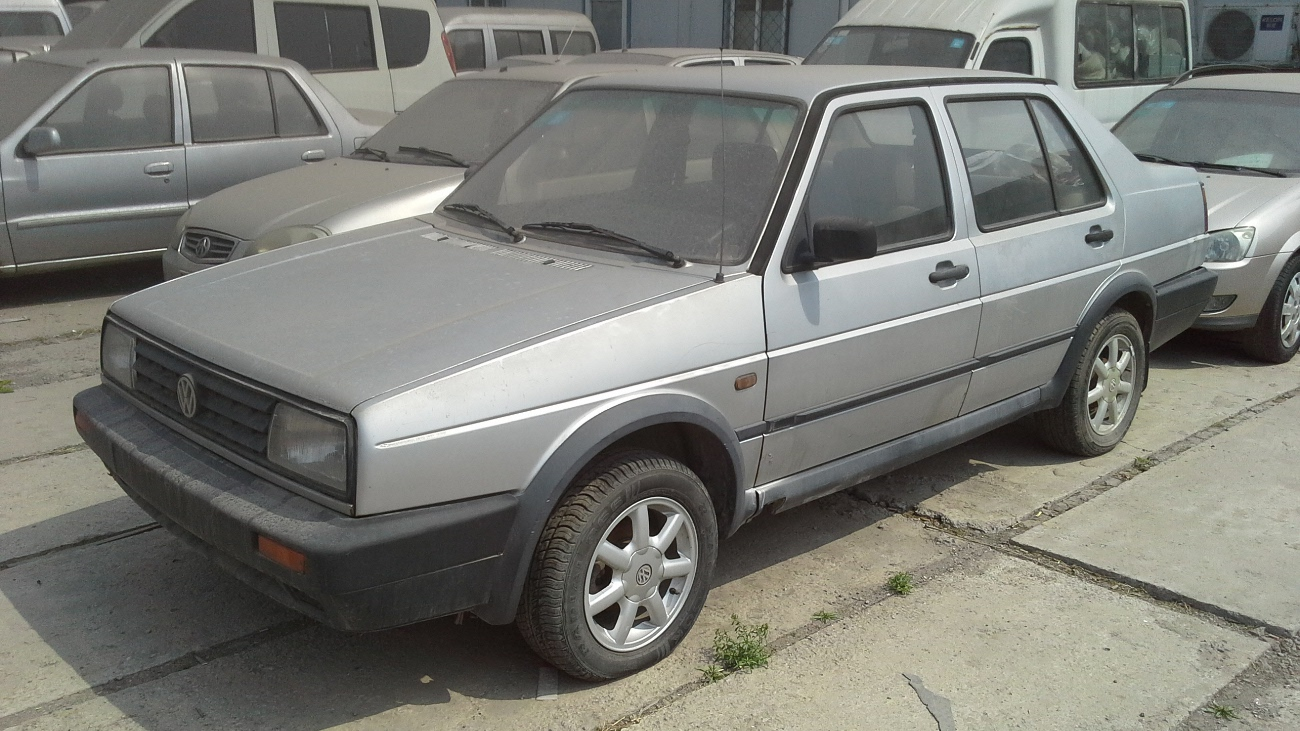
Una Volkswagen Jetta König

Sul mercato americano la Jetta debutta nel 1985, con un equipaggiamento più ricco rispetto alle versioni europee e con paraurti differenziati (per questo la lunghezza è di circa 50 mm maggiore). La vettura era disponibile con i due motori diesel oppure con il motore a benzina 1.8 quattro cilindri in linea da 84 CV. Con l'adozione del sistema di iniezione i cavalli passarono a 100 CV e infine a 105 CV. Nel 1987 è stata introdotta anche la versione 16V ma disponibile solo con un convertitore catalitico e 129 CV. Tale motore è stato poi sostituito nel 1990 da un motore 2.0 16V con 136 CV, derivato dalla Passat europea.
La Jetta A2 è stata anche la prima vettura Volkswagen prodotta in Cina. La produzione avveniva attraverso un accordo con la locale First Auto Works. Le prime Jetta cinesi cominciarono a uscire dagli stabilimenti nel 1991, unicamente con il motore 1.6 a benzina, ma con un allestimento molto simile alle versioni europee Nel 1997 si ha un importante aggiornamento e adotta la denominazione di Volkswagen Jetta König. Le principali differenze di questa versione della Jetta erano costituite da un look della parte anteriore della vettura più vicino a quello della Passat B4 . Nel 2002 e nel 2010 la vettura ha subito ulteriori restyling. In particolare dal 2010 il nome del nuovo modello diventa Volkswagen Jetta Pionier. Dal 2013 vi è la Volkswagen Jetta Night come suo successore.
Inoltre nel corso degli anni ottanta, la Volkswagen effettuò una produzione, in numeri limitati, di una versione elettrica della Jetta: la CitySTROMER. La vettura era dotata di un motore elettrico da 18-20 kW (24-27 hp). L'autonomia della vettura era di 30–50 km.

## Motorizzazioni
| Modello               | Disponibilità    | Motore  | Cilindrata (cm³) | Potenza         | Coppia max (Nm) | Emissioni CO2 (g/km) | 0–100 km/h (secondi) | Velocità max (km/h) | Consumo medio (km/l) |
| 1.3                   | dal 1984 al 1991 | Benzina | 1272             | 40 Kw (54 Cv)   | 96              | n.d                  | 17.0                 | 149                 | 14.2                 |
| 1.6                   | dal 1984 al 1992 | Benzina | 1595             | 54 Kw (73 Cv)   | 125             | n.d                  | 13.4                 | 165                 | 14.2                 |
| 1.8                   | dal 1984 al 1991 | Benzina | 1781             | 64 Kw (87 Cv)   | 145             | n.d                  | 11.6                 | 176                 | 11.6                 |
| 1.8 GT                | dal 1985 al 1991 | Benzina | 1781             | 81 Kw (110 Cv)  | 157             | n.d                  | 10.0                 | 189                 | 12.8                 |
| 1.8 16V GTI           | dal 1988 al 1991 | Benzina | 1781             | 100 Kw (136 Cv) | 164             | n.d                  | 8.8                  | 204                 | 12.0                 |
| 1.6 Diesel            | dal 1984 al 1991 | Diesel  | 1588             | 40 Kw (54 Cv)   | 99              | n.d                  | 19.3                 | 146                 | 17.4                 |
| 1.6 TD Ecodiesel cat. | dal 1989 al 1991 | Diesel  | 1588             | 44 Kw (60 Cv)   | 110             | n.d                  | 17.1                 | 149                 | 16.9                 |
| 1.6 Turbodiesel       | dal 1984 al 1989 | Diesel  | 1588             | 51 Kw (69 Cv)   | 133             | n.d                  | 15.0                 | 158                 | 18.5                 |
| 1.6 TD Intercooler    | dal 1989 al 1992 | Diesel  | 1588             | 59 Kw (80 Cv)   | 155             | n.d                  | 13.7                 | 167                 | 17.4                 |